# Barranca del Mamey
Barranca del Mamey är en ort i Mexiko, tillhörande kommunen Amatepec i den sydvästra delen av delstaten Mexiko, i den centrala delen av landet. Orten hade 143 invånare vid folkräkningen 2010.